# Bianca Maria Sforza
Bianca Maria Sforza (Pavia, 5 april 1472 — Innsbruck, 31 december 1511), ook bekend onder de naam Maria Blanca Sforza, was een dochter van de hertog Galeazzo Maria Sforza van Milaan. Zij trouwde op 16 maart 1494 met Maximiliaan I van Habsburg, keizer van het Heilige Roomse Rijk, in het kader van een verbond dat haar oom, Ludovico Sforza sloot om zijn hertogdom tegen Frankrijk te beschermen.
Na haar dood werd haar lichaam bijgezet in het Oostenrijks graf in het cisterciënzerssticht Stams.